# Cotton Fields
«Cotton Fields» es una canción de blues escrita por Huddie Ledbetter, más conocido como Leadbelly. The Highwaymen hizo una versión de esta canción. Al ser una canción clásica, tiene muchas grabaciones por parte de bandas y solistas, de diferentes corrientes musicales.

## Versión de The Beach Boys
«Cotton Fields» fue grabada por el grupo estadounidense The Beach Boys. La grabación fue realizada el 18 de noviembre de 1968.

### Sencillo
Al Jardine grabó una versión con un estilo más hacia el rock a pedido de Brian, pues Jardine quedó insatisfecho con el arreglo de Brian había realizado de la canción para el álbum 20/20, posteriormente la canción fue regrabada. Esta nueva versión fue grabada el 15 de agosto de 1969, con Orville "Red" Rhodes en guitarra, fue editada y renombrada como "Cottonfields" en 1970, en un sencillo distribuido por su sello discográfico original Capitol Records, siendo el único sencillo de la década de 1970 en ser distribuido por Capitol. Incluía el tema instrumental "The Nearest Faraway Place", como lado B.
No fue un éxito en los Estados Unidos, pues sólo llegó al puesto n.º 64, aunque las posiciones en el Reino Unido fueron mejores, ya que alcanzó el n.º 5 y estuvo en las listas durante 17 semanas. Llegó al puesto n.º 12 en Holanda y llegó al número uno en Australia y Noruega.
La versión de sencillo tiene una leve distorsión a causa de la compresión, especialmente durante las partes de percusión, el salto esporádico se pueden oír desde 1:03-1:31. Esto es mucho más notable en la mezcla estéreo de la canción. En la mezcla mono de la canción que aparece en Good Vibrations: Thirty Years of The Beach Boys, el salto es menos audible y la canción en sí está en un tono ligeramente más alto que en esta versión estéreo.

### Publicaciones
La versión con el título "Cotton Fields (The Cotton Song)" fue incluida en el álbum 20/20 de 1969. La versión al estilo rock fue compilada en el box set Good Vibrations: Thirty Years of The Beach Boys de 1993, en Rarities de 1983, en The Greatest Hits - Volume 2: 20 More Good Vibrations de 1999, en el archivo Hawthorne, CA de 2001, en The Very Best of The Beach Boys de 2001 y en el inglés Platinum Collection: Sounds of Summer Edition de 2005.

## Versión de Creedence
- El grupo Creedence Clearwater Revival grabó una versión de esta canción y la pusieron en su álbum Willy and the Poor Boys de 1969. Esta versión llegó al número uno en México en 1970.

## Otras versiones
- Esther Ofarim cantó en vivo "Cottons Fields" en 1969.
- Elton John realizó un grabación de esta canción en su álbum Reg Dwight's Piano Goes Pop.
- Johnny Cash en su álbum The Sound of Johnny Cash.
- El grupo The Pogues grabó una versión y la puso en su álbum Peace and Love (álbum de The Pogues) de 1989.
- En el programa chileno El Festival de la Una a principios la década de los 80, Ramón Valdés interpretó esta canción.[3]

La canción tiene muchas más grabaciones de otros artistas como la de Harry Belafonte.